# Ricardo Tavarelli
Ricardo Javier Tavarelli Paiva (ur. 2 sierpnia 1970 w Asunción) – paragwajski piłkarz występujący na pozycji bramkarza. Jego siostra – Giselle jest żoną innego paragwajskiego piłkarza – Roque Santa Cruza.

## Kariera klubowa
Ricardo Tavarelli zawodową karierę rozpoczynał w 1991 w Tacuary FC. W 1993 roku trafił do najbardziej utytułowanego klubu w kraju – Club Olimpia. W jego barwach Tavarelli zdobył sześć tytułów mistrza kraju – w 1993, 1995, 1997, 1998, 1999 i 2000 roku. Oprócz tego w 2002 roku paragwajski bramkarz sięgnął po zwycięstwo w rozgrywkach Copa Libertadores. Dla Olimpii Asunción Tavarelli rozegrał łącznie 170 ligowych pojedynków. W 2004 roku postanowił zmienić klub i podpisał kontrakt z brazylijskim Grêmio Porto Alegre. W jego barwach wystąpił w osiemnastu meczach, po czym powrócił do kraju i został zawodnikiem Sportivo Luqueño. Następnie Tavarelli po raz drugi w karierze stał się piłkarzem Olimpii Asunción, w której zdecydował się zakończyć karierę.

## Kariera reprezentacyjna
W reprezentacji swojego kraju Tavarelli zadebiutował w 1998 roku. W 2002 roku szkoleniowiec Paragwajczyków – Cesare Maldini powołał go do 23-osobowej kadry na Mistrzostwa Świata. Na turnieju tym ekipa „Guarani” dotarła do 1/8 finału, gdzie przegrała z Niemcami 0:1. Na boiskach Korei Południowej i Japonii Tavarelli wystąpił tylko w zremisowanym 2:2 meczu z Republiką Południowej Afryki. W kolejnych spotkaniach bramki reprezentacji Paragwaju strzegł już José Luis Chilavert. Łącznie w barwach drużyny narodowej Tavarelli zaliczył 21 występów.